# Latur
Latur là một thành phố và là nơi đặt hội đồng đô thị (municipal council) của quận Latur thuộc bang Maharashtra, Ấn Độ.

## Địa lý
Latur có vị trí 18°24′B 76°35′Đ / 18,4°B 76,58°Đ Nó có độ cao trung bình là 631 mét (2070 feet).

## Nhân khẩu
Theo điều tra dân số năm 2001 của Ấn Độ, Latur có dân số 299.828 người. Phái nam chiếm 52% tổng số dân và phái nữ chiếm 48%. Latur có tỷ lệ 70% biết đọc biết viết, cao hơn tỷ lệ trung bình toàn quốc là 59,5%: tỷ lệ cho phái nam là 77%, và tỷ lệ cho phái nữ là 63%. Tại Latur, 14% dân số nhỏ hơn 6 tuổi.